# 斗
斗（と）とは、尺貫法における体積（容積）の単位。
10升が1斗、10斗が1石となる。日本では、明治時代に1升＝約1.8039リットルと定められたので、1斗＝約18.039リットルとなる。
中国では、1升＝1リットルと定められたので、1斗＝10リットルとなる。近代の中国では、実用されていない単位であるが、メートル法での10Lに当たるデカリットル（daL）に「斗」の字を当て「公斗」と称していたことがあり、市制の「市斗」も同じ値である。ただし、時代によって異なり、時代が下るに連れ容積が大きくなる傾向にある。周代は1.94リットルであったが、秦代に3.43リットル。後漢で1.98リットルに一度減るが、その後は魏・西晋で2.02リットル、隋・唐で5.94リットルなどと増え続け、明代には10.74リットルとほぼ現代と同じになった。
約1斗の容積を持つ直方体形のブリキ缶は、日本ではかつて「一斗缶」と呼ばれていた。第二次世界大戦後は「五ガロン缶」（5 USG=18.93リットル）という名称が広まったが、後に「18リットル缶」が正式名称とされた。灯油などを入れるプラスチック製の容器（通称：ポリタンク）は一斗缶の代替として作られたものであり、その容積は1斗（18リットル）か、それより少し多い20リットルである。